# Николай Мандаджиев
Николай Мандаждиев е български актьор.
Част от кариерата си работи в Драматичен театър „Стефан Киров“ – Сливен.
Почива на 25 март 1995 г.